# Charles Drummond Ellis
Charles Drummond Ellis (Hampstead, 11 de agosto de 1895 — Cookham, 10 de janeiro de 1980) foi um físico britânico.
Suas investigações sobre o espectro magnético dos raios beta apoiaram o entendimento da estrutura nuclear.
Participou da sétima Conferência de Solvay, em 1933.